# Direitos humanos na Arábia Saudita

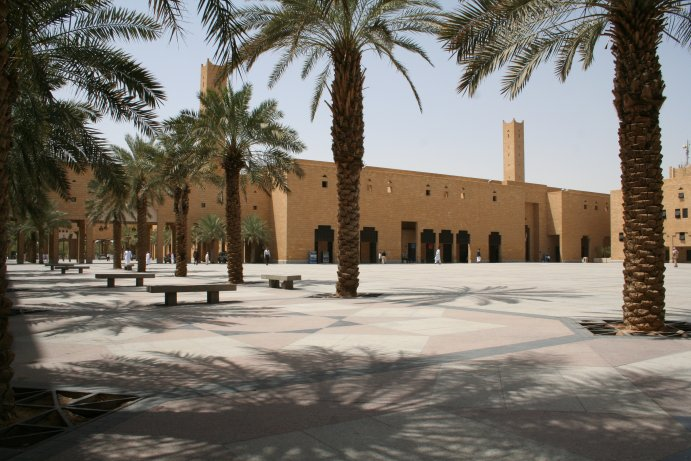
Praça Dira, em Riade, onde pessoas são regularmente decapitadas e têm membros amputados.

A Arábia Saudita tem sido muito criticada por seu histórico de desrespeito aos direitos humanos. As questões que têm atraído fortes críticas incluem a posição extremamente desvantajosa das mulheres dentro da sociedade saudita, a discriminação religiosa e a falta de liberdade religiosa e política. Entre 1996 e 2000, a Arábia Saudita aderiu a quatro convenções da Organização das Nações Unidas (ONU) sobre direitos humanos e, em 2004, o governo aprovou a criação da Sociedade Nacional para os Direitos Humanos (SNDH), composta por funcionários do governo, para monitorar sua implementação. As atividades da SNDH têm sido limitadas e subsistem dúvidas sobre a sua neutralidade e independência. A Arábia Saudita continua a ser um dos poucos países do mundo que não aceitam a Declaração Universal dos Direitos Humanos da ONU. Em resposta às críticas contínuas de seu histórico de direitos humanos, o governo saudita aponta para o caráter islâmico especial de seu país e afirma que isso justifica uma ordem social e política diferente da do resto do mundo.

## Histórico

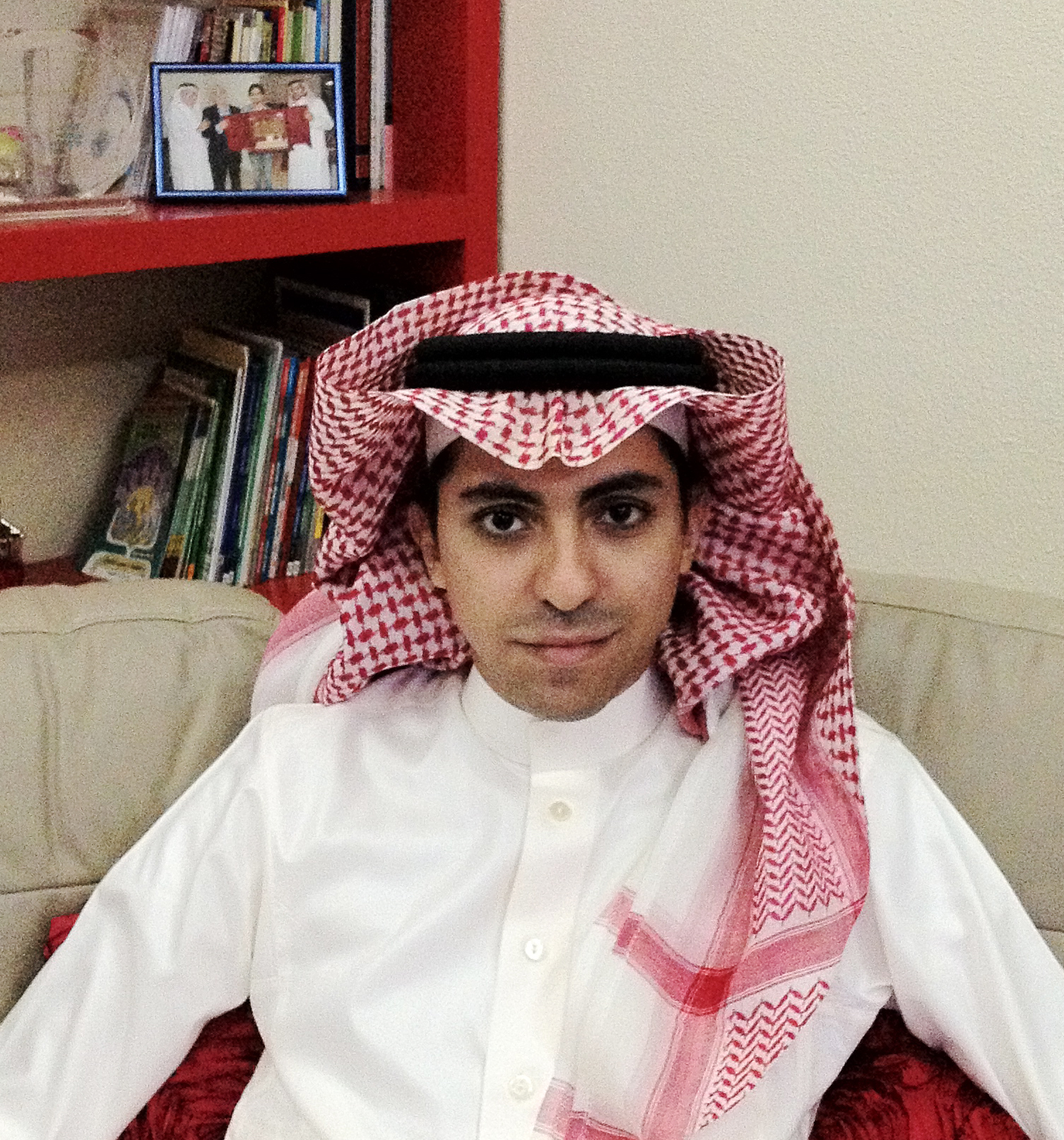
Em 2014, o escritor saudita Raif Badawi foi condenado a 10 anos de prisão e 1 000 chibatadas por "insultar o Islã"

O britânico Ziauddin Sardar, de origem paquistanesa, comenta: "O Estado Islâmico sempre existiu, é a Arábia Saudita. E continua: "Se olharmos para as leis que o ISIS pratica são exatamente as mesmas em vigor na Arábia Saudita (onde as mulheres têm de ter um guardião masculino e andar cobertas, e crimes como a blasfêmia são sentenciados como chicotadas ou alguém que tenha cometido adultério pode ser condenado à morte). Só há uma diferença entre o ISIS e a Arábia Saudita, a Arábia Saudita comete as suas atrocidades atrás de uma cortina enquanto o ISIS transforma as suas atrocidades em vídeos do YouTube. O ano passado, (refere-se a 2014) na verdade, mais pessoas foram executadas na Arábia Saudita [oficialmente, 151] do que pelo ISIS." O escritor e jornalista argelino Kamel Daoud, tem opiniões semelhantes. Carmen Bin Laden náo tem dúvidas: "A única diferença entre o islamismo saudita e o dos talibans   afegãos de linha ultra- dura  é  a opulência  e a  auto-indulgência privada  dos al-Saud.  Os sauditas  são os Taliban, com luxo."
As sentenças capitais e amputações são habitualmente levadas a cabo em público, na praça Dira, em Riade, a capital, todas as sextas-feiras. Os prisioneiros muitas vezes desconhecem que estão prestes a ser executados. São levados para a praça pública, vendados, obrigados a ajoelhar-se e decapitados. A lei é vaga e permite todos os atropelos: os condenados não têm direito a defesa e muitas confissões são obtidas mediante tortura.
Em 2 de outubro de 2018, o jornalista saudita Jamal Khashoggi, desapareceu depois de entrar no consulado saudita em Istambul, na Turquia, para tratar de documentação. Segundo fontes do governo turco, há gravações de áudio e vídeo que provam ter sido torturado, assassinado e desmembrado dentro do consulado por uma equipa de execução de quinze elementos. A Arábia Saudita acabou por admitir que o jornalista foi morto no consulado durante uma luta; o Presidente dos EUA, Donald Trump, criticou a explicação dada, mas adiantou que a Arábia Saudita era um "incrível aliado", e que os EUA não deixariam que o episódio interrompesse a sua mais recente e substancial encomenda de armas para aquele país.
A sociedade saudita tem uma série de problemas e tensões. Uma rara pesquisa de opinião independente publicada em 2010 indicou que as principais preocupações sociais sauditas eram o desemprego (em 10% em 2010), a corrupção política e o extremismo religioso. O crime, no entanto, não é um problema significativo. O objetivo do governo da Arábia Saudita em torná-la um país islâmico e religioso, juntamente com dificuldades econômicas, criou profundas tensões sociais na sociedade saudita. Muitos grupos querem uma reforma, com um governo mais secular e onde os cidadãos possam ter mais influência no processo político. Por outro lado, os níveis nacionais de delinquência juvenil, o uso de drogas ilícitas e o consumo excessivo de álcool estão piorando. A elevada taxa de desemprego e uma geração de homens jovens cheios de desprezo em relação a família real que governa o país são uma ameaça significativa para a estabilidade social e política da nação. Alguns sauditas sentem que têm o direito de empregos públicos bem pagos e o fracasso do governo em satisfazer esse objetivo traz ainda mais insatisfação social.
A minoria xiita que vive no país, principalmente na região Oriental, é submetida a discriminação institucionalizada pelo governo, além de desigualdade econômica e repressão política. De acordo com um estudo conduzido pelo Dr. Al- Nura Suwaiyan, diretor do programa de segurança da família no Hospital da Guarda Nacional, uma em cada quatro crianças são abusadas sexualmente na Arábia Saudita. A Sociedade Nacional de Direitos Humanos informou que quase 45% dos crianças do país estão enfrentando algum tipo de abuso e violência doméstica. O tráfico de mulheres também é considerado um problema particular na Arábia Saudita, devido ao grande número de trabalhadoras domésticas estrangeiras no país, sendo muitas delas vítimas de abuso e tortura.
A endogamia é generalizada no país e resultou da prática tradicional de incentivar o casamento entre parentes próximos, o que produziu altos níveis de várias doenças genéticas, como talassemia, anemia falciforme, atrofia muscular espinal, surdez e mudez.

## Mulheres

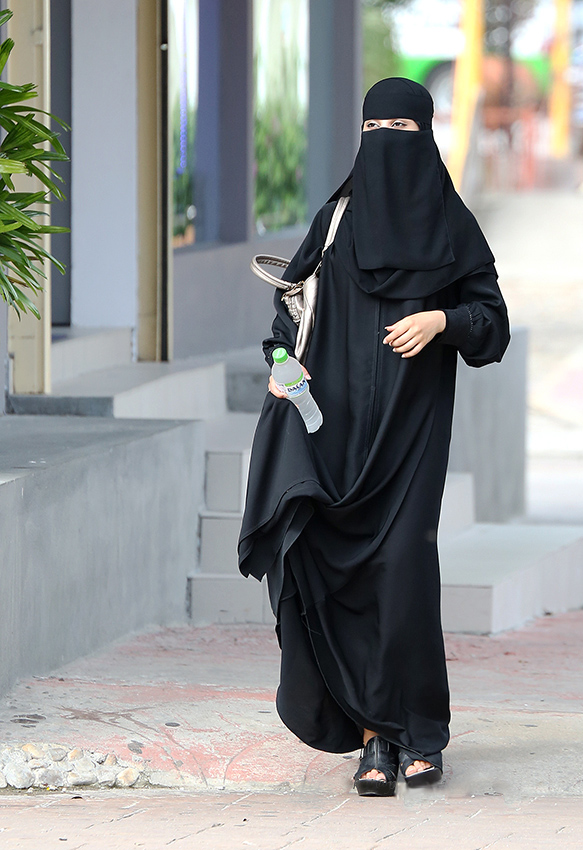
Mulher saudita. A Arábia Saudita é um dos países árabes onde o vestuário feminino é definido por lei. A abaya é obrigatória.A falta de exposição à luz solar é um dos fatores da deficiência em vitamina D, comum entre as mulheres árabes (mais de 70 por cento)

O Departamento de Estado dos Estados Unidos considera a "discriminação contra as mulheres um problema significativo" na Arábia Saudita e observa que as mulheres têm poucos direitos políticos devido a políticas discriminatórias do governo local.
Na Arábia Saudita não existe uma idade mínima para o casamento. Por falta de dados, o número de casamentos infantis é difícil de quantificar. De acordo com Ali al-Ahmed, longe de condenar o casamento infantil, a própria monarquia saudita tem uma longa história de casamento com raparigas muito jovens.
Um relatório especial da Organização das Nações Unidas (ONU) sobre a violência doméstica em 2008, notou a ausência de leis que criminalizem a violência contra as mulheres. Um relatório produzido pelo Fórum Econômico Mundial de 2010 sobre igualdade de gênero classificou a Arábia Saudita no 129º lugar entrem os 134 países avaliados.
Sob a lei saudita, cada mulher adulta deve ter um parente do sexo masculino como seu "guardião". Como resultado, a organização Human Rights Watch descreve a situação jurídica das mulheres sauditas como equivalente a de um menor de idade, com pouca autoridade legal sobre a sua própria vida. As autoridades governamentais podem forçar as mulheres a obter a permissão legal de um guardião masculino para viajar, estudar ou trabalhar. O guardião está legalmente autorizado a fazer uma série de decisões críticas em nome de uma mulher.
Em 11 de março de 2002, os próprios jornais sauditas noticiaram que a Mutaween (polícia religiosa) tinha impedido a fuga de estudantes de uma escola em chamas em Meca, porque as meninas não estavam usando o vestuário islâmico - hijab e abayas. 15 meninas morreram no incêndio e mais de 50 outras ficaram feridas.
Em abril de 2017, a Arábia Saudita foi eleita para a Comissão dos Direitos das Mulheres na ONU. Comentou Hillel Neuer, diretor da UN Watch: "Eleger a Arábia Saudita para proteger os direitos das mulheres é como escolher um incendiário para chefe dos bombeiros". O regime saudita obteve 47 votos dos 54 países que participaram nesta eleição.
Em 10 de abril de 2017, a saudita Dina Ali Lasloom de 24 anos de idade, viajava do Kuwait para a Austrália com a intenção de pedir asilo político, mas foi detida em trânsito no aeroporto de Manila, nas Filipinas. Ela queria escapar de um casamento forçado. No dia seguinte três homens árabes, com a ajuda de dois familiares, raptaram Dina. Manietada com  fita adesiva, foi levada à força numa cadeira de rodas para um voo da Saudia Airlines para Riyadh no dia 11 de Abril. Outros passageiros ouviram-na gritar por ajuda no avião. Ela nunca mais foi vista. Foi nesse mesmo mês, que a  Arábia Saudita foi eleita para a Comissão dos Direitos das Mulheres da ONU.
A 15 de Agosto de 2022, a saudita Salma al-Shehab, que vivia no Reino Unido, foi condenada a 34 anos de prisão por edições no Tweeter que, segundo os tribunais,  causavam agitação pública e desestabilizavam  a segurança civil e nacional. Um tribunal de recurso  considerou ainda que Shehab estava “a ajudar os que procuram causar distúrbios públicos e desestabilizar a segurança civil e nacional,  seguindo as suas contas no Twitter”.